# Goniolimon cuspidatum
Goniolimon cuspidatum är en triftväxtart som beskrevs av Gamajun. Goniolimon cuspidatum ingår i släktet Goniolimon och familjen triftväxter. Inga underarter finns listade i Catalogue of Life.